# Partido Comunista Brasileiro
O Partido Comunista Brasileiro (PCB) é um partido político brasileiro de extrema-esquerda que se define como um partido de militantes e quadros revolucionários que se formam na luta de classes, na organização do proletariado e no estudo das obras de Karl Marx e Friedrich Engels. Sua base teórica para a ação prática é o marxismo-leninismo, que se pauta nos princípios desenvolvidos por Vladimir Lênin. O partido, tal como o PCdoB, reivindica ser a continuação do Partido Comunista - Seção Brasileira da Internacional Comunista. Desde 1927 a ala juvenil do PCB organiza-se na União da Juventude Comunista (UJC).
Seu símbolo, segundo seus estatutos, "é uma foice e um martelo, cruzados, simbolizando a aliança operário-camponesa, sob os quais está escrita a legenda Partido Comunista Brasileiro". Seu número de código eleitoral é o 21 e seu atual Secretário-Geral é Edmilson Costa. Atualmente o partido conta com  militantes filiados, os quais, no partido, são militantes registrados apenas com o propósito de possibilitar a candidatura a cargos públicos.

## História

### Antecedentes
Fundado em 25 de março de 1922 por ex-militantes anarquistas inspirados pela Revolução Russa, o Partido Comunista Brasileiro viveu parte significativa de sua trajetória sob clandestinidade, uma vez que diversos governos do Brasil declaravam sua ilegalidade sob pretextos variados. Até a década de 50 existia somente um partido comunista no Brasil, porém, devido a divergências teóricas presentes no movimento comunista nacional e internacional, um racha político deu origem a um novo partido que adotou o nome original, Partido Comunista do Brasil. Os conflitos internos do partido que surgiram após o relatório de Krustchev iriam então se estender até a década de 80, época em que os movimentos sindicais tomaram força e culminaram na fundação do Partido dos Trabalhadores. Em março de 1980, o dirigente do partido Luis Carlos Prestes escreve sua "Carta aos Comunistas" onde anuncia seu rompimento com a direção do PCB e denuncia o caráter anti-comunista de seus dirigentes, alertando para uma tentativa de aniquilamento do partido por dentro.

Boletim informativo "O PCB continua" do Movimento Nacional de Defesa do PCB, publicado em novembro de 1991

| “                      | Sinto-me no dever de alertar os companheiros e amigos para o real significado da vasta campanha anticomunista que vem sendo promovida nas páginas da imprensa burguesa. Campanha está visivelmente orquestrada pelo regime ditatorial, visando a desmoralização, a divisão e o aniquilamento do PCB. Fica cada vez mais evidente que, através de intrigas e calúnias, o inimigo de classe – após nos ter desferido violentos golpes nos últimos anos – pretende agora minar o PCB a partir de dentro, transformando-o num dócil instrumento dos planos de legitimação do regime. Este é o motivo pelo qual as páginas da grande imprensa foram colocadas à disposição de alguns dirigentes do PCB, enquanto em relação a outros o que se verifica é o boicote e a tergiversação de suas opiniões. | ” |
| — Luís Carlos Prestes, | |   |

### X Congresso Extraordinário
Com a dissolução da União Soviética e a queda do muro de Berlim, o PCB encontrava-se dividido, desde o Comitê Central até as bases, entre aqueles que desejavam liquidar o partido e aqueles que defendiam sua existência a partir de uma reconstrução revolucionária.
Em 1992 o grupo liderado por Roberto Freire declarou a extinção do então PCB e criação do Partido Popular Socialista. A convenção, considerada controversa, acabou sendo reconhecida pelo Tribunal Superior Eleitoral, muito embora membros mais antigos classificaram a ação do grupo como um golpe. O PPS, apesar de se considerar um novo partido, se declarava sucessor do antigo partido, e herdou seu registro eleitoral e patrimônio. Em 1993 cerca de 600 militantes que formavam o grupo chamado "Movimento Nacional em Defesa do PCB" decidiram romper com o X Congresso e no dia 25 de março realizaram um novo, este por sua vez decidiu manter a sigla e seus símbolos.

### XI Congresso
A luta pela existência do PCB ocorreu tanto nos movimentos sociais quanto no nível legal e institucional. O partido precisava se manter ativo nos movimentos de massa enquanto aguardava o direito ao uso da sigla histórica, que demorou mais de um ano para ser concedido. Para conseguir a legalização e o registro definitivo do PCB foi feita uma campanha de filiação em 1994. Neste período, para definir sua nova linha política e seu caráter, foram realizados uma Conferência Política Nacional em Brasília e dois congressos. O segundo X Congresso no Rio de Janeiro definiu em suas resoluções o propósito de construir uma alternativa revolucionária no Brasil, tendo no marxismo sua base teórica. O XI Congresso buscava a superação das avaliações etapistas existentes desde o racha com o PPS, a fim de afastar qualquer formulação reformista para enfatizar o caráter revolucionário do PCB. Desde então, o PCB adota o conceito do centralismo democrático presente nos partidos comunistas.

### XII Congresso
No mês de abril de 2000, em Xerém, foi realizado o XII Congresso do partido. Além de aprofundar sua leitura sobre a conjuntura política nacional e internacional e formular a sua atuação política, os comunistas do PCB examinaram outras questões importantes da sociedade no que diz respeito ao enfrentamento da exploração capitalista. A construção de uma frente das esquerdas em um projeto de confronto ao neoliberalismo e a unidade dos comunistas no Brasil foram importantes resoluções aprovadas. A consolidação da política de organização leninista foi concretizada na aprovação do novo estatuto partidário.

### XIII Congresso
Em março de 2005, em Belo Horizonte, o PCB realizou seu XIII Congresso e reforçou sua compreensão de que a "revolução socialista é um processo histórico complexo" e que o "triunfo do Socialismo não é um fato que acontecerá de forma natural ou inexorável, como afirmam algumas leituras mecanicistas da obra de Marx, mas sim uma possibilidade histórica que deve ser construída". Afirmava também a necessidade de ruptura com a política governamental que o então presidente Luiz Inácio Lula da Silva desenvolvia no país, classificando-a como conciliadora. Em janeiro de 2006 o PCB rompe sua participação nos foruns da Central Única dos Trabalhadores (CUT), por entender que a entidade se tornou um braço governamental e promotor da colaboração de classes junto aos trabalhadores. O Partido então propõe o debate sobre os desafios colocados para o movimento sindical de recorte classista, na perspectiva da construção de uma nova e ampla entidade sindical.

### XIV Congresso
No XIV Congresso realizado em outubro de 2009 no Rio de Janeiro, o PCB afirma sua reinserção no movimento comunista internacional. Vários convidados estrangeiros participaram do Congresso através de delegações, incluindo o Partido Comunista de Cuba, o Partido Comunista da Grécia, a Frente Popular para a Libertação da Palestina, o Partido dos Trabalhadores da Coreia, o Polo de Renascimento Comunista em França, o Partido Comunista da Bolívia, o Partido Comunista do Vietnã, o Partido Comunista Libanês, o Partido Comunista da Venezuela, o Partido Comunista Peruano, o Partido Comunista Colombiano, o Partido Comunista do Chile, o Partido Comunista Paraguaio, o Partido Comunista da Argentina, entre outros.

Unidade Classista, corrente sindical do PCB.

Entre outras resoluções aprovadas, o PCB afirma que o Brasil já cumpriu o ciclo burguês, tornando-se uma formação social capitalista desenvolvida e oferecendo terreno propício para a luta de classes aberta entre a burguesia e o proletariado. Afirma também que o cenário mundial da luta de classes e suas manifestações na América Latina, o caráter do capitalismo monopolista brasileiro e sua articulação com o sistema imperialista mundial, o desemprego, a crescente concentração da riqueza e a flexibilização de direitos exigem a necessidade de uma estratégia socialista. Para tal, propõe a formação de uma frente política permanente de caráter anticapitalista e anti-imperialista que não se confunda com mera coligação eleitoral, com a perspectiva da constituição do Bloco Revolucionário do Proletariado como um movimento rumo ao socialismo.
Em 18 de novembro de 2012, foi fundada a Unidade Classista, corrente sindical ligada ao PCB que, em 6 de fevereiro de 2016, teve aprovada a sua filiação na Federação Sindical Mundial. O jornal Voz da Unidade, antigo órgão de imprensa do PCB, voltou a ser editado, desta vez como o órgão de imprensa oficial da Unidade Classista.

### XV Congresso
Em 2014, o partido realizou o seu XV Congresso Nacional, em São Paulo, no qual discutiu a necessidade, na concepção dos seus membros, da construção de uma ampla frente anticapitalista e anti-imperialista, além de fazer um balanço e das perspectivas do processo de Reconstrução Revolucionária do PCB. Os militantes do PCB reafirmam categoricamente a contradição entre capital e trabalho em nível global como a contradição fundamental a exigir a organização da classe trabalhadora. Ao analisar a conjuntura brasileira, o PCB entende que a chegada do Partido dos Trabalhadores ao governo só fez avançar a proposta de realização de um "pacto nacional" de submissão consentida dos trabalhadores à hegemonia burguesa. Como alternativa, o XV Congresso formulou acerca do chamado "Poder Popular", um processo de construção que deve se dar a partir das ações independentes da classe trabalhadora em seus embates contra as manifestações concretas do capitalismo, através de mobilizações, greves e demais movimentos. Em 2015 o PCB lançou o seu novo órgão oficial de imprensa chamado "O Poder Popular".

### XVI Congresso
Entre 29 de outubro e 2 de novembro de 2021, o PCB realizou o seu XVI Congresso Nacional. Os comunistas do PCB reafirmam a estratégia socialista da Revolução Brasileira, aprofundando sua leitura crítica acerca da realidade contemporânea do Brasil e do mundo e apontando para a necessidade de constituir, em meio à luta unificada de todo o proletariado contra os ataques da burguesia, uma poderosa frente anticapitalista e anti-imperialista, que assegure a independência política, orgânica e de classe do proletariado frente às vacilações da pequena burguesia e permita a luta das forças revolucionárias tanto contra a ofensiva reacionária e o neofascismo, quanto contra o reformismo e as ilusões de classe na democracia burguesa. Reafirmam também a via revolucionária da construção do Poder Popular, a partir das lutas da classe trabalhadora e das camadas populares oprimidas, na construção do Bloco Revolucionário do Proletariado, bloco de forças políticas e sociais necessário para levar a cabo a ruptura com o capitalismo e a construção da sociedade socialista, no rumo do comunismo.
| Partido Comunista do Brasil (PCB) 1922–1961 | Partido Comunista Brasileiro (PCB) 1961–1992 | Partido Comunista Brasileiro (PCB) 1961–1992   |                                                  | Partido Popular Socialista (PPS) 1992–2019 | Partido Popular Socialista (PPS) 1992–2019        | Partido Popular Socialista (PPS) 1992–2019 | Cidadania 2019–presente |
| Partido Comunista do Brasil (PCB) 1922–1961 | Partido Comunista Brasileiro (PCB) 1961–1992 | Partido Comunista Brasileiro (PCB) 1961–1992   | Partido Comunista (PC) 1992–1993                 |                                            |                                                   |                                            |                         |
| Partido Comunista do Brasil (PCB) 1922–1961 | Partido Comunista Brasileiro (PCB) 1961–1992 | Partido Comunista Brasileiro (PCB) 1961–1992   | Partido Comunista Brasileiro (PCB) 1993–presente |                                            |                                                   |                                            |                         |
| Partido Comunista do Brasil (PCB) 1922–1961 | Liga Comunista Internacionalista (LCI)       |                                                |                                                  |                                            |                                                   |                                            |                         |
| Partido Comunista do Brasil (PCB) 1922–1961 | Partido Operário Leninista (POL)             |                                                |                                                  |                                            |                                                   |                                            |                         |
| Partido Comunista do Brasil (PCB) 1922–1961 | Partido Socialista Revolucionário (PSR)      |                                                |                                                  |                                            |                                                   |                                            |                         |
| Partido Comunista do Brasil (PCB) 1922–1961 |                                              |                                                |                                                  |                                            | Partido Comunista do Brasil (PCdoB) 1962–presente |                                            |                         |
| Partido Comunista do Brasil (PCB) 1922–1961 |                                              | Movimento Revolucionário Oito de Outubro (MR8) |                                                  | Partido Pátria Livre (PPL) 2009–2019       |                                                   |                                            |                         |

## Organização

### Número de filiados
| Data      | Filiados | Crescimento anual | Crescimento anual |
| --------- | -------- | ----------------- | ----------------- |
| out./2002 | 10.228   | —                 | —                 |
| jul./2004 | 13.749   | —                 | —                 |
| nov./2005 | 14.046   | —                 | —                 |
| dez./2006 | 13.881   | —                 | —                 |
| dez./2007 | 15.789   | 1.908             | +14%              |
| dez./2008 | 15.945   | 156               | +1%               |
| dez./2009 | 14.722   | 1.223             | -8%               |
| dez./2010 | 15.981   | 259               | +8%               |
| dez./2011 | 15.913   | 68                | -0,4%             |
| dez./2012 | 15.589   | 324               | -2%               |
| dez./2013 | 15.277   | 312               | -2%               |
| dez./2014 | 15.140   | 137               | -1%               |
| dez./2015 | 14.852   | 288               | -2%               |
| dez./2016 | 14.830   | 22                | -0,1%             |
| dez./2017 | 14.753   | 77                | -0,5%             |
| dez./2018 | 14.682   | 71                | -0,5%             |
| dez./2019 | 12.921   | 1.761             | -14%              |
| dez./2020 | 12.784   | 137               | -1%               |
| dez./2021 | 12.651   | 113               | -1%               |
| dez./2022 | 12 525   | 126               | -1%               |
| dez./2023 | 12.117   | 408               | -3,3%             |

### Presidentes do partido
- Horácio Macedo - 1992-1996
- Zuleide Faria de Melo - 1996-2008[36]

### Secretários-gerais
- Ivan Pinheiro: 2005-2016
- Edmilson Costa: 2016-atualmente

## Desempenho eleitoral

### Eleições presidenciais
| Ano  | Imagem                   | Candidato(a) a Presidente      | Candidato(a) a Vice-Presidente | Coligação                                                                  | Votos               | Posição |
| ---- | ------------------------ | ------------------------------ | ------------------------------ | -------------------------------------------------------------------------- | ------------------- | ------- |
| 1994 |                          | Luiz Inácio Lula da Silva (PT) | Aloizio Mercadante (PT)        | Frente Brasil Popular pela Cidadania (PT, PSB, PPS, PV, PCdoB, PCB e PSTU) | 17.122.127 (27,04%) | 2ª      |
| 1998 |                          | Luiz Inácio Lula da Silva (PT) | Leonel Brizola (PDT)           | União do Povo Muda Brasil (PT, PDT, PSB, PCdoB e PCB)                      | 21.475.218 (31,71%) | 2ª      |
| 2002 |                          | Luiz Inácio Lula da Silva (PT) | José Alencar (PL)              | Lula Presidente (PT, PL, PCdoB, PMN e PCB)                                 | 52.793.364 (61,27%) | 1ª      |
| 2006 |                          | Heloísa Helena (PSOL)          | César Benjamin (PSOL)          | Frente de Esquerda (PSOL, PCB e PSTU)                                      | 6.575.393 (6,85%)   | 3ª      |
| 2010 |                          | Ivan Pinheiro (PCB)            | Edmilson Costa (PCB)           | Sem coligação                                                              | 39.136 (0,04%)      | 9ª      |
| 2014 |                          | Mauro Iasi (PCB)               | Sofia Manzano (PCB)            | Sem coligação                                                              | 47.845 (0,05%)      | 10ª     |
| 2018 |                          | Guilherme Boulos (PSOL)        | Sônia Guajajara (PSOL)         | Vamos Sem Medo de Mudar o Brasil (PSOL e PCB)                              | 617.122 (0,58%)     | 10ª     |
| 2022 | Imagem:Sofia Manzano.png | Sofia Manzano (PCB)            | Antonio Alves (PCB)            | Sem coligação                                                              | 45.620 (0,04%)      | 9º      |